# Copernicus (ster)

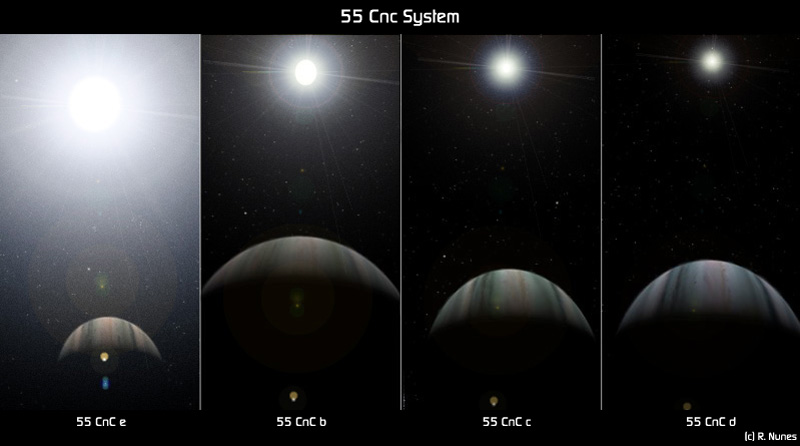
Zicht op 55 Cancri vanaf de planeten

Copernicus (55 Cancri) is een dubbelster met planeten die 41,06 lichtjaren van ons is verwijderd en in het sterrenbeeld Kreeft ligt. Het is een dubbelster die bestaat uit de gele ster Copernicus A en een kleinere, rode dwergster Copernicus B. Deze twee sterren draaien om elkaar heen. In december 2015 kreeg de ster de naam Copernicus, naar Nicolaas Copernicus.

## Planeten
Copernicus heeft vijf planeten Galileo, Brahe, Lipperhey, Janssen en Harriot.

### 55 Cancri b: Galileo
De eerste planeet die rond Copernicus draait werd op 12 april 1996 ontdekt en men noemde hem 55 Cancri b. In december 2015 kreeg de planeet de naam Galileo, naar Galileo Galilei. Hij heeft dezelfde omvang als Jupiter en staat het dichtst bij de ster.

### 55 Cancri c: Brahe
Op 13 juni 2002 werd er een tweede planeet bij 55 Cancri ontdekt, 55 Cancri c. In december 2015 kreeg de planeet de naam Brahe, naar Tycho Brahe.

### 55 Cancri d: Lipperhey
Op 13 juni 2002 werd er een derde planeet bij 55 Cancri ontdekt, 55 Cancri d. In december 2015 kreeg de planeet de naam Lippershey (de spelling deze naam was gecorrigeerd tot Lipperhey op 15 januari 2016) naar Hans Lipperhey.

### 55 Cancri e: Janssen
Op 31 augustus 2004 ontdekte men de vierde planeet, 55 Cancri e. In december 2015 kreeg de planeet de naam Janssen, naar Zacharias Janssen. Janssen heeft ongeveer dezelfde omvang als Neptunus, is waarschijnlijk een koolstofplaneet en doet er drie dagen over om een baan rond Copernicus A te maken. Deze planeet kent temperaturen rond de 1500 graden Celsius.

### 55 Cancri f: Harriot
Op 6 november 2007 ontdekten astronomen dat er een vijfde planeet rond Cancri A draaide. In december 2015 kreeg de planeet de naam Harriot, naar Thomas Harriot.
De massa van Harriot is ongeveer de helft van de massa van Saturnus en hij ligt in de leefbare zone (de Goldilocks-zone) van zijn ster. Deze planeet is een grote gasreus en bestaat voornamelijk uit helium en waterstof,zoals Saturnus in het zonnestelsel. Maar misschien bevinden zich rond Harriot manen of rotsachtige planeten binnen de leefbare zone waar vloeibaar water aanwezig is.
De afstand tussen Harriot en de ster waar hij omheen draait is 0,781 AE.